# Мовсесян Володимир Мігранович
Володимир Мігранович Мовсеся́н (Мовсісян) (12 листопада 1933 , Шенаван  — 5 листопада 2014 , Єреван ) — радянський та вірменський партійний, господарський і державний діяч. Член ЦК КПРС у 1990—1991 роках. Член Політбюро ЦК КПРС з 13 липня по 11 грудня 1990 року. Академік Сільськогосподарської академії Вірменії, професор.

## Біографія
- 1952–1953 — завідувач клубу села Шенаван Спітакського району.
- 1953–1958 — навчався у Єреванському зооветеринарному інституті.
- 1958–1965 — працював головним ветеринаром у низці районів Вірменської РСР. Член КПРС (з 1961).
- 1965–1966 — начальник сільськогосподарського виробничого управління Калінінського району Вірменської РСР.
- 1966–1969 — навчався у Вищій партійній школі при ЦК КПРС. Кандидат сільськогосподарських наук.
- 1969–1973 — 1-й секретар Арташатського районного комітету КП Вірменії.
- 1973–1974 — заступник завідувача відділу сільського господарства ЦК КП Вірменії.
- 1974–1975 — 1-й секретар Степанаванського районного комітету КП Вірменії.
- 1975–1978 — завідувач відділу сільського господарства ЦК КП Вірменії.
- 3 серпня 1978– 25 січня 1984 — заступник голови Ради міністрів Вірменської РСР.
- 25 січня 1984– квітень 1990 — перший заступник голови Ради міністрів Вірменської РСР.
- 19 грудня 1985–1990 — одночасно голова Державного агропромислового комітету Вірменської РСР.
- 1990 — керівник штабу з надзвичайних ситуацій республіки.
- З 5 квітня по 30 листопада 1990 —  перший секретар ЦК КП Вірменії. На XXVIII з'їзді КПРС був обраний членом Політбюро ЦК КПРС, з якого вийшов у зв'язку з не вирішенням питання НКР.
- 1990–1991 —в апараті ЦК КПРС у Москві.
- До 1991 — був депутатом Верховної ради Вірменської РСР.
- 1991 — заступник міністра сільського господарства і продовольства СРСР.
- 1991–1996 — начальник управління з питань міграції та біженців Вірменії.
- 1993 — керівник територіального штабу оборони Іджевана.
- 1993–1994 — організував будівництво 2837 будинків і квартир у Нагірному Карабаху; повернення до НКР 40 тисяч біженців.
- До листопада 1996 — губернатор Гегаркунікського марза.
- 1996–1999 — міністр сільського господарства Вірменії.
- З 1999 — радник прем'єр-міністра Вірменії.

## Нагороди і звання
- орден Святого Месропа Маштоца (Вірменія) (1999)
- орден Пошани (Вірменія) (12.11.2013)
- два ордени Трудового Червоного Прапора
- орден «Знак Пошани» (1966)
- медалі
- Почесний громадянин Єревана (2001)